# Cuarta Batalla de Brega
La Cuarta Batalla de Brega fue una batalla durante la Guerra de Libia de 2011 (en dos fases, del 14 al 21 de julio de 2011 la primera fase y del 9 al 22 de agosto del mismo año la segunda fase) entre fuerzas leales al dictador Muamar el Gadafi y fuerzas de la oposición libia por el control de la estratégica ciudad de Brega, Libia, y su puerto petrolero. Estas últimas eran del Ejército de Liberación Nacional Libio (ELNL).

## Trasfondo
Después de 3 meses de estancamiento en el “frente oriental”, solamente interrumpido por choques ocasionales entre unidades de infantería y algunos duelos de artillería, los comandantes de la oposición militar lanzaron una ofensiva para reclamar el control de la ciudad.   

## La batalla

### Primera ofensiva rebelde
14 de julio

La batalla comenzó el 14 de julio, tras la Batalla entre Brega y Ajdabiya, que había sido un largo estancamiento. Los rebeldes se armaron con renovados y reparados tanques T-72 y T-55 y carros de personal armado. 3 rebeldes murieron y 73 fueron heridos. Fuerzas de la oposición avanzaron vía la carretera sur del desierto, la principal carretera costera central y del mar al norte de la ciudad. Los rebeldes reclamaron que las fuerzas leales retrocedieron a un área llamada Bishr (Bashir), 20 kilómetros al oeste de Brega. Sin embargo el vocero del gobierno libio Mussa Ibrahim lo negó varias horas después que el ejército rechazó el ataque por las fuerzas de la oposición, que tuvo ayuda aérea y naval de la Organización del Tratado del Atlántico Norte (OTAN), que intervino basándose en la Resolución 1973 del Consejo de Seguridad de las Naciones Unidas.
15 de julio

Para el día siguiente, los rebeldes confirmaron que su ataque fue fallido y que ellos volverían a sus posiciones previas donde los combates con las fuerzas leales continuaron en 3 frentes. Para el segundo día de lucha las fuerzas rebeldes en una misión de reconocimiento abrieron una brecha en Brega, pero debieron retirarse para preparar una nueva ofensiva al día siguiente. En adición al gran número de bajas sufridas por los rebeldes, las fuerzas pro-Gadafi también sufrieron un número de muertos y heridos durante el combate. A estas alturas los insurgentes avanzaron sus posiciones a Brega cerrándolas a 4 kilómetros al norte de la ciudad; un segundo ataque rebelde al este de Brega encontró fuerte resistencia y fue de 10-12 km de la ciudad. Al sur de esta, donde los rebeldes hicieron ganancias iniciales pero sufrieron un gran número de bajas, las fuerzas gadafistas fueron empujadas duramente.
16 de julio

Durante la mañana antes del amanecer del tercer día de lucha, según algunos reportes, las fuerzas rebeldes se dirigieron a las afueras de Brega pero encontraron un fuerte bombardeo gubernamental y varias minas terrestres. Los rebeldes lograron capturar a 4 soldados leales desde el inicio de la batalla. Como para los rebeldes, el número de bajas de su lado durante el día fue de 12 muertos y 178 heridos debido al bombardeo y las minas. Durante este día fue reportado que los leales se retiraron a Bish, aunque ningún medio independiente siguió esta noticia y el comando rebelde de las fuerzas opositoras avanzó sobre las afueras de la ciudad, moviéndose lentamente debido a los cientos de minas terrestres. Ellos también se movieron lentamente hacia las trincheras defensivas alrededor de la ciudad que habían sido llenadas con químicos inflamables por las tropas leales en retirada. Las fuerzas del gobierno se movieron dentro de la ciudad desde sus alrededores y dejaron atrás las trampas cazabobos. Muchas tropas opositoras fueron reportadas a 20 km al este de Brega para el final del tercer día.
17 de julio

El 17 de julio 3 rebeldes murieron y 96 -127 fueron heridos en la lucha calle por calle en las áreas residenciales de Brega. Un vocero insurgente afirmó que fuerzas de la oposición capturaron la parte noreste de la ciudad y atraer a las tropas rebeldes en el sector suroeste.
18 de julio

El 18 de julio los rebeldes anunciaron que el mayor cuerpo de fuerzas leales retrocedió hacia Ras Lanuf por un tiempo el mayor grupo de fuerzas rebeldes ya se había ido tras Brega y fue encabezadas hacia Bishr y El Agheila. El resto de las fuerzas rebeldes se detuvieron a limpiar de minas atraer los focus de resistencia donde se estimó de 150-200 soldados leales en la zona industrial. Aunque, en la tarde, el gobierno afirmó estar en control de Brega, dijo haber matado a 520 insurgentes y un comandante rebelde y varios luchadores regresaron del frente diciendo que las fuerzas opositoras se dirigirían a rendir la ciudad y entrar a la parte este, pero los leales tenían el área industrial occidental. Los rebeldes también recibieron fuego de cohetes desde la dirección de Bashir.
19 de julio

El 19 de julio los rebeldes dijeron tener todo el control de la ciudad, excepto unas pocas partes (incluyendo el centro) hacia la que ellos tendrían en su poder pese a una gran concentración de minas, pero esto fue en contraste a la situación en la zona donde ellos aún luchaban. La Organización del Tratado del Atlántico Norte (OTAN, que ayudó a los insurgentes con ataques aéreos) aseguró que no tenía la ciudad bajo control y describió la situación como fluida. Estos ataques aéreos tuvieron problemas para perseguir los movimientos de las fuerzas leales en Brega a causa del humo negro del combustible quemado en las trincheras; 13 rebeldes murieron y 45 salieron heridos cerca de Brega por el fuego de la artillería leal después que las tropas del gobierno aprovecharon las posiciones de la oposición en camiones que llevaban banderas rebeldes. Al final del día los oficiales del ELNL dijeron habían capturado un tercio de la ciudad y que había lucha en el área residencial. Un comandante rebelde estimó que el ELNL necesitaría otros 10 días antes de tener el control completo de Brega y al mismo tiempo el canal de TV catarí Al Yazira reportó que fuerzas de la oposición no entrarían a Brega, pues estaban a 10 kilómetros al este de la ciudad, entrampadas por minas.
20 de julio

El 20 de julio no hubo reportes de mayores luchas, pero las bajas rebeldes del día anterior eran de 27 muertos y 83-121 heridos, por lo que el total de rebeldes muertos desde el inicio del combate era más de 50.
21 de julio

El 20 de julio se informó que los leales habían puesto trampas en las instalaciones petroleras en Brega que ellos destruirían. La insurgencia calificó la ciudad como un “gran campo minado”; también se reportó que los rebeldes tenían parcialmente la ciudad en sus manos y que estaba parcialmente rodeada con solo el oeste bajo control leal.

### Entre ataques
Al final de julio, la ciudad estaba bajo el control de las fuerzas del ejército de Gadafi y el esfuerzo rebelde para tomar Brega estaba estancado. Ellos se reportaron a 20 km de Brega y la batalla fue en la carretera entre Brega y Ajdabiya.
El 31 de julio los rebeldes dijeron haber planeado una nueva ofensiva sobre Brega, que estaba defendida por 3,000 leales armados y al día siguiente ellos dijeron, tras 2 semanas de lento avance, que lanzarían su ofensiva a través de los campos minados hacia los suburbios de la ciudad.
El 2 de agosto, fuerzas de la oposición enviaron una pequeña unidad de 45 miembros para entrar al distrito residential de Brega, después de una batalla de 4 horas retrocedieron. Dos días después, el 5 de agosto, los rebeldes reclamaron para sí haber tomado una colina que domina parte de la ciudad.

### Segunda ofensiva rebelde
6 de agosto

El 6 de agosto los insurgentes lanzaron un segundo ataque a la ciudad. Aunque, debido a los extensos campos minados en las cercanías a Brega, las fuerzas opositoras avanzaron dolorosamente lentas y duró 3 días antes que los rebeldes se dirigieran a las afueras.
9 de agosto

El 9 de agosto 2 rebeldes murieron y 14 fueron heridos luchando en las afueras. Según el comandante rebelde Faraj Moftah los combatientes insurgentes penetraron al área residencial de nuevo.
10 de agosto

El 10 de agosto los corresponsales de AFP y Reuters en el frente se ubicaron cerca del área residencial en la colina que domina la ciudad. Allí fueron testigos del intercambio de fuego de artillería de ambos bandos en la costa norte del área del distrito residencial de Nueva Brega. El comandante Faraj Moftar reclamó para este punto rebelde donde se rendiría la ciudad y usaría la artillería en orden para vaciar mucha de la resistencia y esperaba que ellos marcharan hacia el área residencial en los siguientes días.
11 de agosto

El 11 de agosto los insurgentes dijeron que ellos estaban comprometidos, una y otra vez, en lucha por el distrito residencial de Nueva Brega donde tres combatientes habían muerto el día anterior. Un vocero del ELNL en Bengasi anunció que el distrito residencial de Nueva Brega había sido tomado. Pocas horas después, en una llamada telefónica con el corresponsal de Associated Press, el comandante rebelde Mohammed al-Rijali anunció desde Ajdabiya que Brega cayó bajo control de la oposición. Esto no fue verificado de inmediato. Durante el combate del día, 11 insurgentes murieron y 40 resultaron heridos. Las bajas leales se desconocen.     
12 de agosto

El 12 de agosto se confirmó que el área industrial de Brega, que incluía la antigua ciudad y el puerto petrolero, estaba bajo control leal y la ciudad no estaba completamente asegurada por las fuerzas de oposición, contradiciendo sus anteriores reclamaciones. El viceministro del Exterior libio Jalis Kaim negó que los rebeldes tomaron la parte residencial de la ciudad, sugiriendo que estaban "en su sueño".
13 de agosto

El 13 de agosto los insurgentes avanzaron de Nueva Brega en dirección al área industrial y reportaron haber destruido 2 tanques leales a lo largo del camino. Al mismo tiempo la lucha se paró en el distrito residencial área número 2, tras la toma del número 3 el día anterior, 1 de las 4 zonas. Esto contradice los anteriores informes de la toma del área de Nueva Brega.
14 de agosto

El 14 de agosto las fuerzas leales reportaron varios tanques de petróleo en llamas en el área industrial.
15 de agosto

El 15 de agosto los insurgentes afirmaron haber tomado el control completo del área residencial, pero no tomaron la zona industrial. Según Al Yazira el gran impedimento al avance rebelde fueron los vastos campos minados alrededor de la ciudad, con más de 3,000 minas que se quitaron en 3 días. Fuerzas leales en Sirte lanzaron un misil Scud hacia las líneas rebeldes en el área Brega/Ajdabiya, pero falló el blanco por 80.45 kilómetros y cayó inofensivamente en el desierto. 26 rebeldes murieron durante el día y 40 resultaron heridos cuando ellos consolidaban sus ganancias en el área residencial y preparaban su avance
hacia la zona industrial.
16 de agosto

En este día 18 rebeldes murieron y 74 fueron heridos en un fuego intenso, sobre todo en el lado sur de Brega.
19 de agosto

El 19 de agosto los rebeldes tomaron la zona industrial y con eso el control sobre toda la ciudad.
20 de agosto

El 20 de agosto fuerzas opositoras retrocedieron desde el área industrial de Brega bajo el fuego de la artillería gadafista.

### Avance rebelde sobre Sirte
22 de agosto

Un vocero del Ejército de Liberación Nacional Libio (ELNL) dijo el 22 de agosto que fuerzas de Gadafi finalmente retrocedieron a Sirte y toda Brega estaba bajo el control de la oposición, esto sirvió al ejército rebelde en el oeste de Libia para marchar al corazón de la capital Trípoli a la que entraron ese mismo día. Pero fue negado por Ahmed Omar Bani, el vocero militar rebelde, que dijo que “el frente este está en calma en Brega.”
23 de agosto

Aunque, un día después, se confirmó que fuerzas rebeldes se dirigieron a tomar la aldea de El Agheila y tomar su camino a Ras Lanuf. Ras Lanuf cayó en manos de la oposición y estas avanzaron a las afueras de la pequeña ciudad de Ben Yawad, justo al este de la ciudad natal de Gadafi, Sirte. Los rebeldes avanzaron a las afueras de la pequeña ciudad costera de Ben Yawad, pero fueron incapaces para progresar más lejos debido a la fuerte resistencia leal en la zona.

## Ataques de laOTAN
Según el diario de la OTAN “Actualización de Medios Operacionales”, los ataques de la organización durante la primera ofensiva fueron:
•	14 de julio: 1 vehículo, 1 tanque, 1 lanzador múltiple de cohetes y 1 nudo de comando y control.
•	15 de julio: 7 vehículos armados, 1 tanque, 4 vehículos armados de lucha y 1 lanzador múltiple de cohetes.
•	16 de julio: 5 vehículos armados, 1 tanque, 1 lanzador múltiple de cohetes y 1 lanzador de cohetes.     
•	17 de julio: 9 vehículos armados, 2 vehículos armados de lucha y 1 nudo de comando y control.   
•	18 de julio: 8 vehículos armados y 2 vehículos armados de lucha.
•	19 de julio: 5 vehículos armados y 1 vehículo armado de lucha.
•	20 de julio: 2 vehículos armados y 1 lanzador de cohetes.   
•	21 de julio: 1 depósito militar.
En total 37 técnicos, 3 tanques, 11 vehículos armados, 5 lanzacohetes y 3 edificios fueron destruidos en ese periodo. Entre las ofensivas (22 de julio-5 de agosto) la OTAN destruyó un total de 61 técnicos, 7 tanques, 10 vehículos armadas, 11 lanzacohetes y 28 edificios. Entre el 9 y el 17 de agosto fueron destruidos 16 técnicos, 3 tanques, 12 lanzacohetes, 1 pieza de artillería, y 1 edificio.